# Liste der denkmalgeschützten Objekte in Ternitz
Die Liste der denkmalgeschützten Objekte in Ternitz enthält die 39 denkmalgeschützten, unbeweglichen Objekte der Gemeinde Ternitz im niederösterreichischen Bezirk Neunkirchen.

## Denkmäler
| Foto  |                 | Denkmal | Standort                                                                       | Beschreibung | Metadaten |
| ----- | --------------- | --- | ------------------------------------------------------------------------------ | --- | --- |
| ja    | Datei hochladen | Altes Rathaus HERIS-ID: 80311 Objekt-ID: 94040                                                                                    | Rathausgasse 8 Standort KG: Dunkelstein                                        | Zweigeschoßiger späthistoristischer Bau mit überkuppeltem Eckturm, um 1900 erbaut, Nische mit Statue Roland. | BDA-Hist.: Q38173325 Status: § 2a Stand der BDA-Liste: 2025-06-30 Name: Altes Rathaus GstNr.: .144 |
| ja    | Datei hochladen | Jubiläumsturnhalle HERIS-ID: 80230 Objekt-ID: 93948                                                                               | Schoellergasse 1 Standort KG: Dunkelstein                                      | | BDA-Hist.: Q38172999 Status: § 2a Stand der BDA-Liste: 2025-06-30 Name: Jubiläumsturnhalle GstNr.: .133 |
| ja    | Datei hochladen | Volksschule Dunkelstein HERIS-ID: 80305 Objekt-ID: 94034                                                                          | Triester Straße 20 Standort KG: Dunkelstein                                    | Zweigeschoßiger Bau über hohem Sockelgeschoß mit secessionistischem Putzdekor, Fenster wurden verändert, aus der Schule Otto Wagners. | BDA-Hist.: Q38173305 Status: § 2a Stand der BDA-Liste: 2025-06-30 Name: Volksschule Dunkelstein GstNr.: 373/1 |
| ja    | Datei hochladen | Kraftzentrale (Kesselhaus samt Schornstein mit Wasserbehälter) Edelstahlwerk Schoeller-Bleckmann HERIS-ID: 80231 Objekt-ID: 93949 | Werkstraße 13 (Halle 2) Standort KG: Dunkelstein                               | | BDA-Hist.: Q38173008 Status: Bescheid Stand der BDA-Liste: 2025-06-30 Name: Kraftzentrale (Kesselhaus samt Schornstein mit Wasserbehälter) Edelstahlwerk Schoeller-Bleckmann GstNr.: 622/28                          |
| ja    | Datei hochladen | Bildstock HERIS-ID: 50699 Objekt-ID: 55933                                                                                        | Peterwaldweg Standort KG: Dunkelstein                                          | | BDA-Hist.: Q38041674 Status: § 2a Stand der BDA-Liste: 2025-06-30 Name: Bildstock GstNr.: 31/1 |
| ja    | Datei hochladen | Kath. Filialkirche hll. Peter und Paul HERIS-ID: 57543 Objekt-ID: 67727                                                           | bei St.Paul-Gasse 7 Standort KG: Dunkelstein                                   | Barocker Saalbau über mittelalterlichem Vorgängerbau, ab 1992 Reste des mittelalterlichen Friedhof ergraben, 1160 erstmals urkundlich erwähnt. | BDA-Hist.: Q24040783 Status: § 2a Stand der BDA-Liste: 2025-06-30 Name: Kath. Filialkirche hll. Peter und Paul GstNr.: .4 Expositurkirche Dunkelstein-Blindendorf                                                    |
| ja    | Datei hochladen | Pfarrhof HERIS-ID: 80235 Objekt-ID: 93953                                                                                         | St. Lorenzer Straße 121 Standort KG: Flatz                                     | mittelalterlicher-frühneuzeitlicher ein- bis zweigeschoßiger Bau mit barocken Umbauten um einen weiten Hof | BDA-Hist.: Q38173033 Status: § 2a Stand der BDA-Liste: 2025-06-30 Name: Pfarrhof GstNr.: .56/1 |
| ja    | Datei hochladen | Kath. Pfarrkirche hl. Laurentius, Friedhof und Mauern HERIS-ID: 50629 Objekt-ID: 55770                                            | bei St. Lorenzer Straße 121 Standort KG: Flatz                                 | romanisch/gotischer Bau mit barocken Veränderungen, vor 1158 herrschaftliche Pfarre, seit 1617 dem Stift Neukloster-Stift Heiligenkreuz inkorporiert, romanischer Nordturm 12. Jahrhundert, gotischer Chor und südliche Seitenkapelle aus dem 14. Jahrhundert, Langhaus im Kern romanisch bzw. aus dem 15./16. Jahrhundert, 1750/52 teilweiser Langhausneubau und Raumdurchbruch zwischen Langhaus und Südkapelle. | BDA-Hist.: Q28648307 Status: § 2a Stand der BDA-Liste: 2025-06-30 Name: Kath. Pfarrkirche hl. Laurentius, Friedhof und Mauern GstNr.: .56/2 Saint Lawrence Church (St. Lorenzen am Steinfeld)                        |
| ja    | Datei hochladen | Befestigte Höhensiedlung Burgstall HERIS-ID: 60107 Objekt-ID: 71990                                                               | Burgstall Standort KG: Holzweg                                                 | Die weitläufige, befestigte Höhensiedlung stammt vielleicht aus dem Frühmittelalter. Anmerkung: Die Höhensiedlung erstreckt sich über die Katastralgemeinden Holzweg und Pottschach. | BDA-Hist.: Q38090192 Status: Bescheid Stand der BDA-Liste: 2025-06-30 Name: Befestigte Höhensiedlung Burgstall GstNr.: 64/1, 66                                                                                      |
| ja    | Datei hochladen | Befestigte Höhensiedlung Burgstall HERIS-ID: 58388 Objekt-ID: 69057                                                               | Burgstall Standort KG: Pottschach                                              | Die weitläufige, befestigte Höhensiedlung stammt vielleicht aus dem Frühmittelalter. Anmerkung: Die Höhensiedlung erstreckt sich über die Katastralgemeinden Holzweg und Pottschach. | BDA-Hist.: Q38082956 Status: Bescheid Stand der BDA-Liste: 2025-06-30 Name: Befestigte Höhensiedlung Burgstall GstNr.: 993/1, 994/1, 996/1, 999/1, 1000/1, 1053, 1055, 1056, 1057, 1058/1, 1058/2, 1059, 1061/1      |
| ja    | Datei hochladen | Kalvarienbergkapelle HERIS-ID: 80315 Objekt-ID: 94044                                                                             | südöstlich Grohmannstraße 29 Standort KG: Pottschach                           | 1709 errichtet, kleiner barocker Bau, Figuren Christus am Kreuz mit den beiden Marien und Johannes dem Evangelisten | BDA-Hist.: Q38173345 Status: § 2a Stand der BDA-Liste: 2025-06-30 Name: Kalvarienbergkapelle GstNr.: 1008/2 |
| ja    | Datei hochladen | Ölberggruppe HERIS-ID: 80314 Objekt-ID: 94043                                                                                     | gegenüber Grohmannstraße 16 Standort KG: Pottschach                            | Ölberggruppe gegenüber dem Friedhof Pottschach, 18. Jahrhundert, 2017 restauriert | BDA-Hist.: Q38173335 Status: § 2a Stand der BDA-Liste: 2025-06-30 Name: Ölberggruppe GstNr.: 1008/2 |
| ja    | Datei hochladen | Bildstock Christus an der Geißelsäule HERIS-ID: 107477 Objekt-ID: 124817                                                          | gegenüber Grohmannstraße 22 Standort KG: Pottschach                            | aus dem 18. Jahrhundert, 2017 restauriert | BDA-Hist.: Q37810211 Status: Bescheid Stand der BDA-Liste: 2025-06-30 Name: Bildstock Christus an der Geißelsäule GstNr.: 1008/2                                                                                     |
| ja    | Datei hochladen | Kath. Pfarrkirche hl. Dionysius mit Wehrkirchhof HERIS-ID: 50700 Objekt-ID: 55934                                                 | Kirchengasse 1 Standort KG: Pottschach                                         | spätgotische Wehrkirche mit hochmittelalterlichem Kern und barocken Anbauten (Sakristei, Seitenschiff), urkundlich 1342 Pfarre, ursprünglich wahrscheinlich romanischer Saalbau, um die Kirche mittelalterliche Wehrmauer mit vermauerten Schießschartenluken | BDA-Hist.: Q1749326 Status: § 2a Stand der BDA-Liste: 2025-06-30 Name: Kath. Pfarrkirche hl. Dionysius mit Wehrkirchhof GstNr.: .23 Pfarrkirche Pottschach                                                           |
| ja    | Datei hochladen | Pfarrhof HERIS-ID: 34802 Objekt-ID: 33199                                                                                         | Kirchengasse 3 Standort KG: Pottschach                                         | Mächtiger zweigeschoßiger Bau mit Walmdach und Wehrgeschoß. Über der Durchfahrt Rundbogennische mit Kopie der Figur des hl. Dionysius. 1988 Erweiterung durch Anbau eines neuen Pfarrsaals. | BDA-Hist.: Q37960279 Status: § 2a Stand der BDA-Liste: 2025-06-30 Name: Pfarrhof GstNr.: 166 Pfarrhof Pottschach |
| ja    | Datei hochladen | Figurengruppe Christi Abschied von hl. Maria HERIS-ID: 80301 Objekt-ID: 94030                                                     | gegenüber Pottschacher Straße 48 Standort KG: Pottschach                       | Urlaubergruppe bei der Abzweigung Pottschacherstraße zum Friedhof aus dem 18. Jahrhundert, 2017 restauriert | BDA-Hist.: Q38173279 Status: § 2a Stand der BDA-Liste: 2025-06-30 Name: Figurengruppe Christi Abschied von hl. Maria GstNr.: 1008/2                                                                                  |
| ja    | Datei hochladen | Schloss Pottschach (Gut Pottschach) HERIS-ID: 34803 Objekt-ID: 33200                                                              | Pottschacher Str. 68 Standort KG: Pottschach                                   | Das Schloss ist ein Renaissance-Bau aus der zweiten Hälfte des 16. Jahrhunderts. Er ist dreigeschoßig mit Türmchen an den Ecken und bildet gemeinsam mit der Pfarrkirche einen Wehrbau. | BDA-Hist.: Q630707 Status: Bescheid Stand der BDA-Liste: 2025-06-30 Name: Schloss Pottschach (Gut Pottschach) GstNr.: .21, .22, 147/1, 149 Schloss Pottschach                                                        |
| ja    | Datei hochladen | Teil der 1. Wiener Hochquellenleitung HERIS-ID: 111345 Objekt-ID: 129160                                                          | Standort siehe Beschreibung KG: Pottschach                                     | Die I. Wiener Hochquellenwasserleitung ist ein Teil der Wiener Wasserversorgung und war die erste Versorgung von Wien mit einwandfreiem Trinkwasser. Nach vierjähriger Bauzeit wurde die 95 Kilometer lange Leitung am 24. Oktober 1873 eröffnet. In Pottschach befindet sich abgesehen vom Aquädukt 10a (siehe dort) eine Kanalbrücke über den Saubach (Lage) und der Einstiegsturm 11 (Lage). | BDA-Hist.: Q64765536 Status: Bescheid Stand der BDA-Liste: 2025-06-30 Name: Teil der 1. Wiener Hochquellenleitung GstNr.: 1113, 1122/1, 1122/2 Hochquellenwasserleitung in Ternitz                                   |
| ja    | Datei hochladen | Teil der 1. Wiener Hochquellenleitung, Aquädukt 10a HERIS-ID: 111347 Objekt-ID: 129162                                            | Standort KG: Pottschach                                                        | Zur I. HQL siehe den allgemeinen Eintrag in der KG Pottschach | BDA-Hist.: Q64765540 Status: Bescheid Stand der BDA-Liste: 2025-06-30 Name: Teil der 1. Wiener Hochquellenleitung, Aquädukt 10a GstNr.: 1126 Hochquellenwasserleitung in Ternitz                                     |
| ja    | Datei hochladen | Teil der 1. Wiener Hochquellenleitung, Aquädukt 10a HERIS-ID: 111348 Objekt-ID: 129163                                            | Standort KG: Putzmannsdorf                                                     | Zur I. HQL siehe den Eintrag in der KG Pottschach | BDA-Hist.: Q64765542 Status: Bescheid Stand der BDA-Liste: 2025-06-30 Name: Teil der 1. Wiener Hochquellenleitung, Aquädukt 10a GstNr.: 135 Hochquellenwasserleitung in Ternitz                                      |
| ja    | Datei hochladen | Teil der 1. Wiener Hochquellenleitung HERIS-ID: 111346 Objekt-ID: 129161                                                          | bei Lieslinger Weg 5 Standort KG: Putzmannsdorf                                | Zur I. HQL siehe den Eintrag in der KG Pottschach In Putzmannsdorf befindet sich der Einstiegsturm 10. | BDA-Hist.: Q64765538 Status: Bescheid Stand der BDA-Liste: 2025-06-30 Name: Teil der 1. Wiener Hochquellenleitung GstNr.: 139/5, .23 Hochquellenwasserleitung in Ternitz                                             |
| ja    | Datei hochladen | Ortskapelle Zur Muttergottes HERIS-ID: 80704 Objekt-ID: 94450                                                                     | Raglitzer Straße 141 Standort KG: Raglitz                                      | Saalbau mit eingezogener Rechteckapsis und Giebelreiter, bezeichnet 1871, straßenseitig Pilaster und Giebelfußgesims auf Terrakottakonsölchen | BDA-Hist.: Q38174387 Status: § 2a Stand der BDA-Liste: 2025-06-30 Name: Ortskapelle Zur Muttergottes GstNr.: 25/2 |
| ja BW | Datei hochladen | Spinnerei Karl Schweigl HERIS-ID: 80709 Objekt-ID: 94455seit 2013                                                                 | Josef Huber-Str. 6 (Klubgebäude) Standort KG: Rohrbach am Steinfelde           | | BDA-Hist.: Q38174420 Status: Bescheid Stand der BDA-Liste: 2025-06-30 Name: Spinnerei Karl Schweigl GstNr.: .147/1, .147/2                                                                                           |
| ja    | Datei hochladen | Kath. Pfarrkirche Heiligstes Herz Jesu HERIS-ID: 80295 Objekt-ID: 94013                                                           | bei Theodor Körner-Platz 1 Standort KG: Rohrbach am Steinfelde                 | Die Stadtpfarrkirche Ternitz wurde von Josef Vytiska geplant und 1959 fertiggestellt, im Altarraum befindet sich ein Mosaik von Lois Pregartbauer. | BDA-Hist.: Q2327921 Status: § 2a Stand der BDA-Liste: 2025-06-30 Name: Kath. Pfarrkirche Heiligstes Herz Jesu GstNr.: .262 Stadtpfarrkirche Ternitz                                                                  |
| ja    | Datei hochladen | Stadthalle HERIS-ID: 80296 Objekt-ID: 94014                                                                                       | Theodor-Körner-Platz 2 Standort KG: Rohrbach am Steinfelde                     | Die Stadthalle, eine Mehrzweckhalle in Stahlbetonkonstruktion mit Holzbinder und Aluminiumdach, wurde von Roland Rainer geplant und 1963 fertiggestellt. | BDA-Hist.: Q38173232 Status: § 2a Stand der BDA-Liste: 2025-06-30 Name: Stadthalle GstNr.: .264 Stadthalle Ternitz                                                                                                   |
| ja    | Datei hochladen | Teil der 1. Wiener Hochquellenleitung HERIS-ID: 112827 Objekt-ID: 131049seit 2016                                                 | Standort KG: Rohrbach am Steinfelde                                            | Zur I. HQL siehe den Eintrag in der KG Pottschach In Rohrbach am Steinfelde befindet sich der Einstiegsturm 14 (Bild). | BDA-Hist.: Q37832324 Status: Bescheid Stand der BDA-Liste: 2025-06-30 Name: Teil der 1. Wiener Hochquellenleitung GstNr.: 721 Hochquellenwasserleitung in Ternitz                                                    |
| ja    | Datei hochladen | Fundzone Gfiederäcker HERIS-ID: 111340 Objekt-ID: 129154                                                                          | Gfiederäcker Standort KG: St. Johann am Steinfelde                             | | BDA-Hist.: Q37823366 Status: Bescheid Stand der BDA-Liste: 2025-06-30 Name: Fundzone Gfiederäcker GstNr.: 1195 |
| ja    | Datei hochladen | Scherz-Villa (Welzl-Villa) HERIS-ID: 34885 Objekt-ID: 33376                                                                       | M. Welzl-Gasse 9 Standort KG: St. Johann am Steinfelde                         | 1878–1880 erbauter gründerzeitlicher Bau mit Elementen des Heimatstils, vermutlich nach Plänen von Theophil von Hansen | BDA-Hist.: Q37960778 Status: Bescheid Stand der BDA-Liste: 2025-06-30 Name: Scherz-Villa (Welzl-Villa) GstNr.: .124                                                                                                  |
| ja    | Datei hochladen | Ruine Neudegg HERIS-ID: 46186 Objekt-ID: 47897                                                                                    | Dreifaltigkeitsberg Standort KG: St. Johann am Steinfelde                      | Eine mittelalterliche Hausberganlage, die zu einem kleinen Teil freigelegt ist. Sie war vielleicht Sitz der 1172 urkundlich erwähnten Herren von Neidegg. Die barocke Dreifaltigkeitskapelle ist vermutlich auf dem Fundament der Burg erbaut. | BDA-Hist.: Q38019749 Status: Bescheid Stand der BDA-Liste: 2025-06-30 Name: Ruine Neudegg GstNr.: 266/1, 267 Ruine Neudegg                                                                                           |
| ja    | Datei hochladen | Ehem. Pfarrhof HERIS-ID: 34886 Objekt-ID: 33377                                                                                   | St. Johanner Straße 18 Standort KG: St. Johann am Steinfelde                   | eingeschoßiger Bau aus dem Ende des 19. Jahrhunderts, späthistoristische Holztüre | BDA-Hist.: Q37960794 Status: Bescheid Stand der BDA-Liste: 2025-06-30 Name: Ehem. Pfarrhof GstNr.: .37 |
| ja    | Datei hochladen | Bildstock HERIS-ID: 80348 Objekt-ID: 94080                                                                                        | gegenüber Straße des 12. Februar, Nr. 32 Standort KG: St. Johann am Steinfelde | Pfeilerbildstock mit Nischenaufsatz aus dem 17. Jahrhundert (?) beim Friedhof Ternitz | BDA-Hist.: Q38173461 Status: § 2a Stand der BDA-Liste: 2025-06-30 Name: Bildstock GstNr.: 513/1 |
| ja    | Datei hochladen | Teil der 1. Wiener Hochquellenleitung HERIS-ID: 111230 Objekt-ID: 129021                                                          | Standort siehe Beschreibung KG: St. Johann am Steinfelde                       | Zur I. HQL siehe den Eintrag in der KG Pottschach In der KG St. Johann am Steinfelde befinden sich: Einstiegsturm 12 (Lage), Einstiegsturm 13 (Lage), der Aquädukt über einen Seitenarm der Sierning (Lage, hier abgebildet), zwei kurz aufeinanderfolgende Aquädukte, einer über die Sierning (Lage, Lage) und nicht zuletzt die Einmündung des von der Stixenstein-Quelle kommenden Zweiges. Die Einstiegstürme dieses Zweigs sind außer der Reihe nummeriert, bei der Einmündung befindet sich Nr. 4 (Lage), etwas weiter oben Nr. 3 (Lage) | BDA-Hist.: Q64765531 Status: Bescheid Stand der BDA-Liste: 2025-06-30 Name: Teil der 1. Wiener Hochquellenleitung GstNr.: 893/5, 893/6, 1244/1, 1359, 1360, 1362/3, 1364/1, 1366 Hochquellenwasserleitung in Ternitz |
| ja    | Datei hochladen | Kath. Pfarrkirche hl. Johannes der Täufer, Friedhof und Mauern HERIS-ID: 58391 Objekt-ID: 69060                                   | Pfarrer Ferdinand Bruckner-Weg 1 Standort KG: St. Johann am Steinfelde         | spätromanisches Langhaus mit frühgotischem Rechteckchor, im 15. Jahrhundert turmartig erhöht, Langhaus im 16. Jahrhundert durch spätgotische Wölbung zweischiffig umgestaltet, 1204 erstmals urkundlich erwähnt, 1352 Vikariat, vor 1487 und 1783 Pfarre | BDA-Hist.: Q38082986 Status: § 2a Stand der BDA-Liste: 2025-06-30 Name: Kath. Pfarrkirche hl. Johannes d. T., Friedhof und Mauern GstNr.: .55, 500/10, 500/15, 500/16 Pfarrkirche St. Johann am Steinfeld            |
| ja    | Datei hochladen | Kath. Filialkirche Mariahilf HERIS-ID: 80284 Objekt-ID: 94002                                                                     | Siedinger Str. 14 Standort KG: Sieding                                         | 1931/32 errichtet, Saalraum mit rechteckigem Grundriss, Satteldach und Dachreiter, Friedhof gleichzeitig mit Kirche angelegt | BDA-Hist.: Q38173188 Status: § 2a Stand der BDA-Liste: 2025-06-30 Name: Kath. Filialkirche Mariahilf GstNr.: 145 Filialkirche Sieding                                                                                |
| ja    | Datei hochladen | Ortskapelle hl. Johannes Nepomuk HERIS-ID: 80285 Objekt-ID: 94003                                                                 | bei Siedinger Str. 19 Standort KG: Sieding                                     | kleiner barocker Bau mit einem westlich vorgestellten Turm aus der Mitte des 19. Jahrhunderts | BDA-Hist.: Q38173195 Status: § 2a Stand der BDA-Liste: 2025-06-30 Name: Ortskapelle hl. Johannes Nepomuk GstNr.: .126                                                                                                |
| ja    | Datei hochladen | Ehem. Talsperre unterhalb Burg Stixenstein HERIS-ID: 35046 Objekt-ID: 33640                                                       | Stixenstein 1 Standort KG: Sieding                                             | Der mittelalterlicher Rundbogen, durch den die Straße führt, fungierte zeitweise als Zollstation für Burg Stixenstein. Das aufgebaute eingeschoßige Wohngebäude stammt aus dem 19. Jahrhundert | BDA-Hist.: Q37961416 Status: § 2a Stand der BDA-Liste: 2025-06-30 Name: Ehem. Talsperre unterhalb Burg Stixenstein GstNr.: .4 Burg Stixenstein - Talsperre                                                           |
| ja    | Datei hochladen | Burg Stixenstein HERIS-ID: 35045 Objekt-ID: 33639                                                                                 | Stixenstein 3 Standort KG: Sieding                                             | Die Burg wurde 1182 genannt, ist aber etwa hundert Jahre älter. Sie weist einen viereckigen Bergfried auf, die ursprünglich gotische Kapelle hat ein sechseckiges Giebeltürmchen. Einige Fenster und das Tor sind spätgotisch. 1547 gelangte sie in den Besitz der Hoyos, von denen ein Zweig sich nach ihr benannte und gehört seit 1937 der Stadt Wien. Nach einem Brand 1843 wurde sie nur teilweise wiederhergestellt. | BDA-Hist.: Q1014136 Status: § 2a Stand der BDA-Liste: 2025-06-30 Name: Burg Stixenstein GstNr.: .3, 120, 132 Burg Stixenstein                                                                                        |
| ja    | Datei hochladen | Teil der 1. Wiener Hochquellenleitung HERIS-ID: 111344 Objekt-ID: 129159                                                          | bei Stixenstein 3 Standort siehe Beschreibung KG: Sieding                      | Zur I. HQL siehe den Eintrag in der KG Pottschach In Sieding befindet sich die Abzweigung der Leitung, die das Wasser von der Stixensteinquelle transportiert. Es gibt zwei Einstiegstürme (außerhalb der Hauptreihe nummeriert): Nr. 1 (Lage) und Nr. 2 (Lage). | BDA-Hist.: Q64765533 Status: Bescheid Stand der BDA-Liste: 2025-06-30 Name: Teil der 1. Wiener Hochquellenleitung GstNr.: 1815, 123, 1494/1, 1719/2, 107/2, 128 Hochquellenwasserleitung in Ternitz                  |
| ja    | Datei hochladen | Wasserreservoir der 1. Wiener Hochquellenwasserleitung HERIS-ID: 80288 Objekt-ID: 94006                                           | Standort KG: Sieding                                                           | Zur I. HQL siehe den Eintrag in der KG Pottschach Die Stixensteinquelle wurde in den 1860ern gefasst. | BDA-Hist.: Q64765529 Status: § 2a Stand der BDA-Liste: 2025-06-30 Name: Wasserreservoir der 1. Wiener Hochquellenwasserleitung GstNr.: 132 Hochquellenwasserleitung in Ternitz                                       |

## Ehemalige Denkmäler
| Foto |                 | Denkmal                                                                                | Standort                           | Beschreibung                                                              | Metadaten |
| ---- | --------------- | -------------------------------------------------------------------------------------- | ---------------------------------- | ------------------------------------------------------------------------- | --- |
| ja   | Datei hochladen | Ehem. Wirtschaftsgebäude von Burg Stixenstein HERIS-ID: 80291 Objekt-ID: 94009bis 2020 | Stixenstein 2 Standort KG: Sieding | Der zweigeschoßige Bau mit Schopfwalmdach stammt aus dem 19. Jahrhundert. | BDA-Hist.: Q38173207 Status: § 2a Stand der BDA-Liste: 2020-02-29 Name: Ehem. Wirtschaftsgebäude von Burg Stixenstein GstNr.: .5 |